# Opowieść zabawki
Opowieść zabawki (ros. История одной куклы, Istorija Odnoj Kukły) – radziecki krótkometrażowy film animowany z 1984 roku w reżyserii Borisa Abłynina. Ostatni animowany film propagandowy ZSRR. Film łączy w sobie animację rysunkową i kukiełkową, by kolejny raz przestrzec przed odradzającym się faszyzmem. Z okazji 40-lecia Zwycięstwa. Siła i odporność bojowników przeciw faszyzmowi.
Film wchodzi w skład serii płyt DVD Animowana propaganda radziecka (cz. 2: Faszystowscy barbarzyńcy).

## Opis
Film oparty na faktach historycznych. Kukiełka Don Kichot wykonana przez więźniów obozu koncentracyjnego Auschwitz-Birkenau walczy z wiatrakiem, którego skrzydła przypominają nazistowskie swastyki.
„Kiedy Don Kichot zostanie przetłumaczony, można będzie zamknąć księgę Historii. Nie będzie w niej nic więcej do czytania”. (I. S. Turgieniew)

## Animatorzy
Siergiej Kocicyn, Jelena Gagarina, Olga Panokina

## Nagrody
- 1985: XXII Międzynarodowy Festiwal Filmów Krótkometrażowych w Krakowie – "Srebrny Smok" dla najlepszego filmu dla dzieci[5]